# MRPS9
MRPS9 (англ. Mitochondrial ribosomal protein S9) – білок, який кодується однойменним геном, розташованим у людей на 2-й хромосомі. Довжина поліпептидного ланцюга білка становить 396 амінокислот, а молекулярна маса — 45 835.
| 10         |  | 20         |  | 30         |  | 40         |  | 50         |
| ---------- |  | ---------- |  | ---------- |  | ---------- |  | ---------- |
| MAAPCVSYGG |  | AVSYRLLLWG |  | RGSLARKQGL |  | WKTAAPELQT |  | NVRSQILRLR |
| HTAFVIPKKN |  | VPTSKRETYT |  | EDFIKKQIEE |  | FNIGKRHLAN |  | MMGEDPETFT |
| QEDIDRAIAY |  | LFPSGLFEKR |  | ARPVMKHPEQ |  | IFPRQRAIQW |  | GEDGRPFHYL |
| FYTGKQSYYS |  | LMHDVYGMLL |  | NLEKHQSHLQ |  | AKSLLPEKTV |  | TRDVIGSRWL |
| IKEELEEMLV |  | EKLSDLDYMQ |  | FIRLLEKLLT |  | SQCGAAEEEF |  | VQRFRRSVTL |
| ESKKQLIEPV |  | QYDEQGMAFS |  | KSEGKRKTAK |  | AEAIVYKHGS |  | GRIKVNGIDY |
| QLYFPITQDR |  | EQLMFPFHFV |  | DRLGKHDVTC |  | TVSGGGRSAQ |  | AGAIRLAMAK |
| ALCSFVTEDE |  | VEWMRQAGLL |  | TTDPRVRERK |  | KPGQEGARRK |  | FTWKKR     |

A: Аланін

C: Цистеїн

D: Аспарагінова кислота

E: Глутамінова кислота

F: Фенілаланін

G: Гліцин

H: Гістидин

I: Ізолейцин

K: Лізин

L: Лейцин

M: Метіонін

N: Аспарагін

P: Пролін

Q: Глутамін

R: Аргінін

S: Серин

T: Треонін

V: Валін

W: Триптофан

Кодований геном білок за функціями належить до рибонуклеопротеїнів, рибосомних білків. 
Задіяний у такому біологічному процесі, як ацетилювання. 
Локалізований у мітохондрії.